# Borók Dorina
Borók Dorina Lívia (2004. május 2. –) magyar női korosztályos válogatott labdarúgókapus, az ETO FC Győr játékosa.

## Pályafutása

### Klubcsapatokban
Károlyházán kezdett focizni 6 évesen, majd Kimlén folytatta egészen 2016-ig, amikor Mosonmagyaróvárra került és az U15-ös félpályás bajnokságban szerepelt, ahol 3 gólt is szerzett.

#### ETO FC Győr
13 évesen Győrött az ificsapatokban ívelt felfelé karrierje és a 2018–2019-es szezonban a Ferencváros ellen, 15. születésnapján mutatkozhatott be az első osztályban. Bár első pár évében csak elvétve kapott lehetőséget, a 2021–22-es idényben bajnoki ezüstérmet szerzett és a kupagyőztes győri gárdának is tagja volt. A 2022–23-as bajnokságban első számú kapusként 12 mérkőzést hozott le kapott gól nélkül a zöld-fehéreknél.

### A válogatottban
2018 óta szerepel az utánpótlás válogatottakban. A 19 éven aluliakkal részt vett és tornagyőzelemmel térhetett haza a 2023 februárjában lezajlott spanyolországi felkészülési tornáról.

## Sikerei

### Klubcsapatokban
Magyar kupagyőztes (2):
- ETO FC Győr (2): 2022,[7] 2023[8]

### A válogatottban
- U19-es Pinatar-kupa győztes (1): 2023[9]

## Statisztikái

### Klubcsapatokban
2023. szeptember 10-ével bezárólag
| Klub             | Szezon           | Bajnokság | Bajnokság | Kupa  | Kupa | Nemzetközi | Nemzetközi | Össz. | Össz. |
| Klub             | Szezon           | Mérk.     | Gól       | Mérk. | Gól  | Mérk.      | Gól        | Mérk. | Gól   |
| ---------------- | ---------------- | --------- | --------- | ----- | ---- | ---------- | ---------- | ----- | ----- |
| ETO FC Győr      | 2018–19          | 2         | 0         | 0     | 0    | 0          | 0          | 2     | 0     |
| ETO FC Győr      | 2019–20          | 1         | 0         | 1     | 0    | 0          | 0          | 2     | 0     |
| ETO FC Győr      | 2020–21          | 3         | 0         | 1     | 0    | 0          | 0          | 4     | 0     |
| ETO FC Győr      | 2021–22          | 1         | 0         | 1     | 0    | 0          | 0          | 2     | 0     |
| ETO FC Győr      | 2022–23          | 22        | 0         | 4     | 0    | 0          | 0          | 26    | 0     |
| ETO FC Győr      | 2023–24          | 3         | 0         | 0     | 0    | 0          | 0          | 3     | 0     |
| Karrier összesen | Karrier összesen | 32        | 0         | 7     | 0    | 0          | 0          | 39    | 0     |